# Radisson New World Hotel
Le Radisson New World Hotel est un gratte-ciel de 208 mètres achevé en 2005 à Shanghai en Chine. Il abrite un hôtel de 520 chambres.
L'architecte est la société chinoise East China Architectural Design & Research Institute basée à Shanghai.